# لاسلوی پنجم

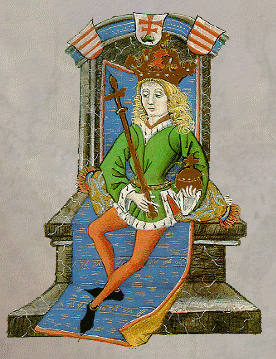
لاسلوی پنجم

لاسلوی پنجم (به مجاری: V. László)(زادهٔ ۲۲ فوریهٔ ۱۴۴۰- مرگ ۲۳ نوامبر ۱۴۵۷) دوک اتریش و پادشاه مجارستان و بوهم بود.
او پسر آلبرشت دوم از بطن الیزابت بوهمی دختر زیگیسمونت، امپراتور مقدس روم بود. از آنجا که او چهار ماه پس از مرگ پدر زاده‌شد به لاسلوی پس از پدر زاده‌شده(زبان مجاری:Utószülött László، اسلونیایی:Ladislav Posmrtni، لاتین:Ladislaus Postumus) نامور گشت. با اینکه او سرکردهٔ دودمان هابسبورگ شمرده می‌شد، ولی عموزاده‌اش فریدریش سوم را به امپراتوری مقدس روم برگزیدند.
مرگ او ناگهانی و به دلیل سرطان خون رخ‌داد.